# Burg Aßling
Die Burg Aßling ist eine abgegangene mittelalterliche Spornburg in 530 m ü. NHN auf dem Büchsenberg, 480 Meter nordöstlich der Pfarrkirche St. Georg in der Gemeinde Aßling im Landkreis Ebersberg in Bayern.
Die Burg wurde um 1080 erwähnt. Der Burgstall der von den Herren von Aßling erbauten Burg wurde durch den Bau einer Kiesgrube zerstört; heute ist die Stelle als Bodendenkmal D-1-8038-0003 „Körpergräber des frühen Mittelalters sowie Burgstall des hohen und späten Mittelalters“ vom Bayerischen Landesamt für Denkmalpflege erfasst.